# شنگن، لوکزامبورگ
شنگن (به لوکزامبورگی: Schengen) یک شهرداری در استان رمیش کشور لوکزامبورگ است که ۳۱٫۴۲ کیلومترمربع مساحت دارد و جمعیت آن در سال ۲۰۰۹ میلادی ۱۶۰۲ نفر بوده‌است.